# La Coquille
 La Coquille  (en occitano La Coquilha) es una población y comuna francesa, situada en la región de Aquitania, departamento de Dordoña, en el distrito de Nontron y cantón de Jumilhac-le-Grand.

## Demografía
| 1531 | 1556 | 1692 | 1575 | 1515 | 1489 |
| Para los censos de 1962 a 1999 la población legal corresponde a la población sin duplicidades (Fuente: INSEE [Consultar]) |      |      |      |      |      |